# Тюковское сельское поселение (Татарстан)
Тюковское се́льское поселе́ние — муниципальное образование в Актанышском районе Татарстана Российской Федерации.
Административный центр — село Тюково.

## История
Статус и границы сельского поселения установлены Законом Республики Татарстан от 31 января 2005 года № 13-ЗРТ «Об установлении границ территорий и статусе муниципального образования "Актанышский муниципальный район" и муниципальных образований в его составе».

## Население
| 2010 | 2011 | 2012 | 2013 | 2014 | 2015 | 2016 |
| ---- | ---- | ---- | ---- | ---- | ---- | ---- |
| 845  | ↘844 | ↘828 | ↗829 | ↘827 | ↘795 | ↘773 |
| 2017 | 2018 | 2019 | 2020 |      |      |      |
| ↘752 | ↘728 | ↘710 | ↘697 |      |      |      |

## Состав сельского поселения
| № | Населённый пункт | Тип населённого пункта       | Население |
| - | ---------------- | ---------------------------- | --------- |
| 1 | Зубаирово        | село                         |           |
| 2 | Тюково           | село, административный центр |           |
| 3 | Шайчурино        | село                         |           |